# توریچلا ورتزاته
توریچلا ورتزاته (به ایتالیایی: Torricella Verzate) یک کومونه در ایتالیا است که در استان پاویا واقع شده‌است. توریچلا ورتزاته ۳٫۶ کیلومتر مربع مساحت و ۸۲۹ نفر جمعیت دارد و ۱۶۰ متر بالاتر از سطح دریا واقع شده‌است.